# Филодендрон украшенный
Филоде́ндрон укра́шенный, или Филоде́ндрон И́лземана (лат. Philodéndron ornatum) — вечнозелёное цветковое многолетнее растение, вид рода Филодендрон (Philodendron) семейства Ароидные (Araceae).

## Ботаническое описание
Высокие лазящие лианы с крепкими стволовидными ветвями.
Листья у молодых растений яйцевидные, у взрослых сердцевидные, 50—60 см длиной, 35—40 см шириной, нежные, тёмно-зелёные, с беловатым рисунком. Черешок 30—50 см длиной, в мелких бородавках.

## Распространение
Растёт в тропических влажных лесах на Малых Антильских островах (Тринидад и Тобаго) и в Южной Америке (Французская Гвиана, Гайана, Суринам, Венесуэла, Боливия, Эквадор, Перу, Бразилия).